# The Testament of Sherlock Holmes
The Testament of Sherlock Holmes (укр. Заповіт Шерлока Холмса) — відеогра у жанрі квесту, розроблена компанією Frogwares. Шоста основна гра в серії ігор про Шерлока Холмса. Вихід на персональному комп'ютері, ігрових консолях Xbox 360 та PlayStation 3 відбувся в 2011 році.
Гра була розроблена в основному для консолей і відрізняється новим графічним рушієм та механіками. The Testament of Sherlock Holmes заснована на вигаданому детективі Шерлоку Холмсі, головному герої 56 оповідань і 4 романів Артура Конан Дойля. Як і багато інших ігор серії, вона являє собою оригінальну історію та сюжет, не засновані на жодному з творів Дойла. Дія відбувається в Лондоні 1898 року, Холмс представлений як головний підозрюваний у справі, в якому він не може довести свою невинність.

## Розробка

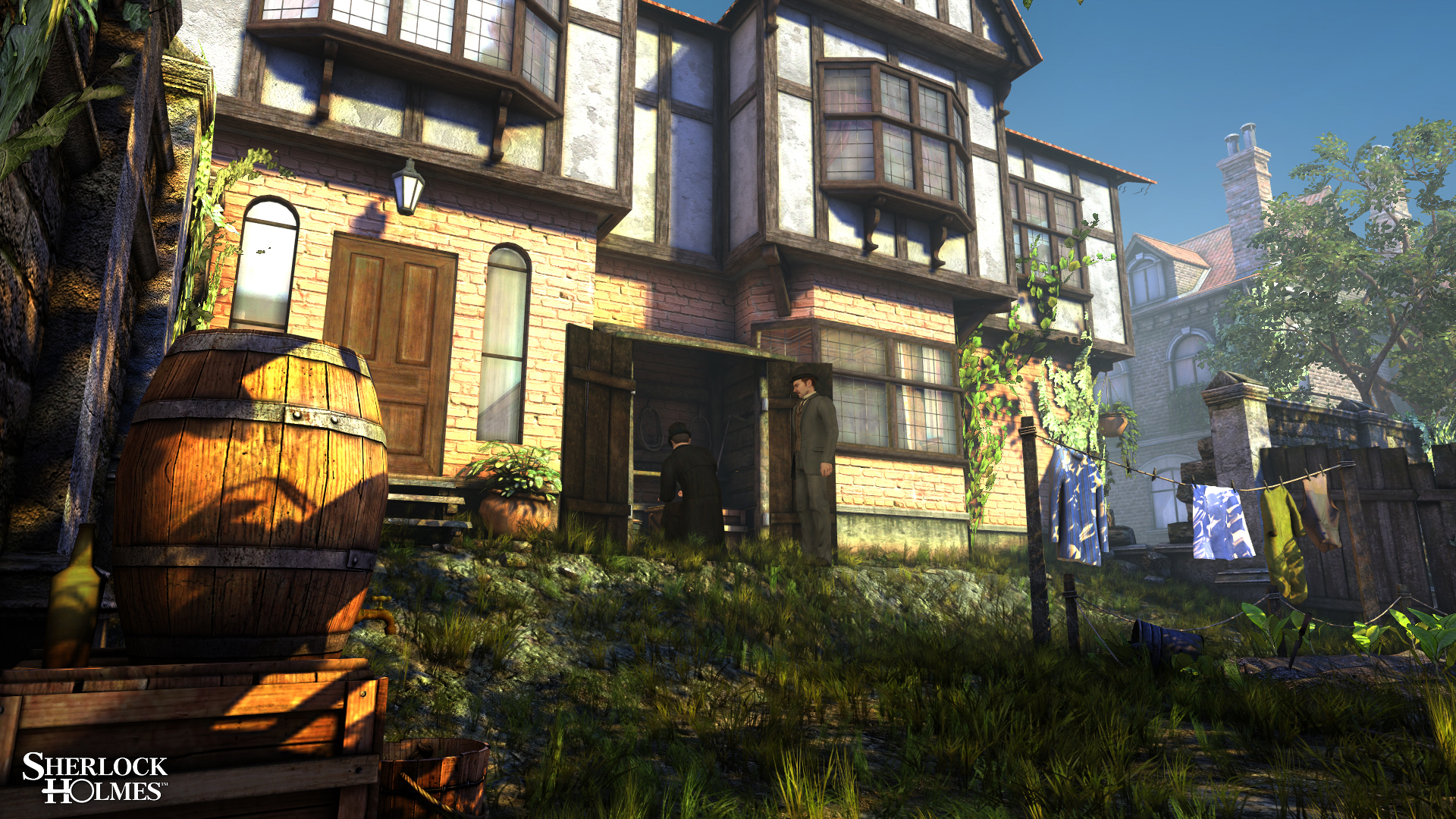
Знімок екрана у відеогрі.

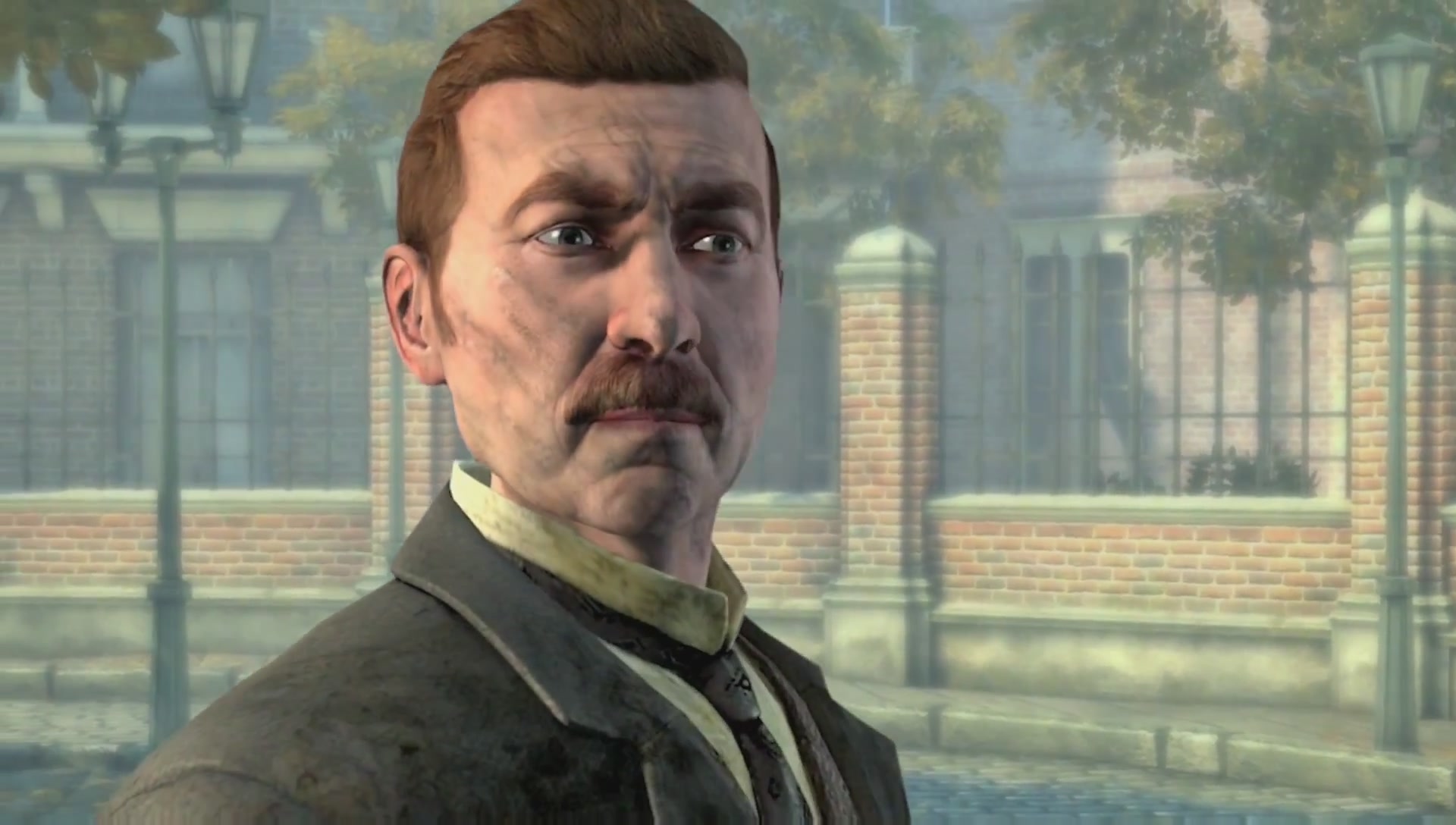
Доктор Ватсон у відеогрі.

Офіційний анонс гри відбувся 29 квітня 2010 року. На сайті серії ігор з'явилася новина, що повідомляла про розробку нової частини гри, а також був опублікований перший відеоролик. В описі повідомлялося, що Шерлока Холмса очікує, можливо, найтаємничіша справа в його кар'єрі сищика. Через деякий час інформацію про анонс гри опублікували ЗМІ. Короткий ролик гри показує, як кілька дітей залазять на горище і знаходять там підвішену на мотузках маріонетку, з якої випадає якась книга. Деякими сайтами було висловлено припущення, що маріонетка імітує Ватсона, а всередині неї знаходилися його записи. 
 Подробиці про сюжет та нововведення в ігровому процесі розголошені не були.
17 лютого 2011 року в новині, опублікованій на офіційному сайті серії ігор, були дані деякі нові деталі щодо ігрового процесу і технічної частини The Testament of Sherlock Holmes. Стало відомо, що, крім Xbox 360 (про що було сказано раніше), гра також буде випущена для консолі PlayStation 3. В новини повідомляється про те, що стали доступні нові скріншоти гри, які, в першу чергу, показують можливості вдосконаленого ігрового рушія: роботу з текстурами високої роздільності та комплексне опрацювання локацій.
Також були розказані деякі деталі сюжету: дія гри відбувається 1898 року, під підозру Скотланд-Ярда в шахрайстві і великих крадіжках потрапляє сам Шерлок Холмс, на нього вказують безлічі показань свідків. Холмс здійснює втечу зі Скотланд-Ярду, ховається в ночі і знищує всі можливі докази. Поведінка сищика настільки для нього не властива, що навіть вірний друг доктор Ватсон починає сумніватися в Холмсі.

## Рецензії
| Агрегатор  | Оцінка                              |
| ---------- | ----------------------------------- |
| Metacritic | PC: 73/100 PS3: 65/100 X360: 64/100 |

| Видання                 | Оцінка |
| ----------------------- | ------ |
| Adventure Gamers        | [ 22 ] |
| Computer Games Magazine | 8/10   |
| Destructoid             | 7.5/10 |
| Game Informer           | 7.5/10 |
| GameRevolution          | [ 26 ] |
| GameSpot                | 8/10   |
| GamesRadar+             | [ 28 ] |

Гра отримала переважно позитивні відгуки. GameSpot поставив їй оцінку 8 із 10, а Game Informer — 7,5 з 10.
Сайт Adventure Gamers присудив грі нагороду «Best of the Rest» у категорії Honorary Aggie Award, заявивши, що «дивовижна історія явного падіння Шерлока з небес на землю з самого початку була дуже захоплюючою і тримала в напрузі завдяки добре опрацьованим персонажам та безлічі поворотів. приголомшливими візуальними ефектами та вражаючим оркестровим саундтреком, ця гра стала найкращим витвором Frogwares».

## Системні вимоги

### Мінімальні
- ОС: Windows XP SP3, Windows Vista SP2 або Windows 7
- Процесор: AMD або Intel Dual-Core 2 GHz
- Оперативна пам'ять: 2048 MB ОП
- Відеокарта: ATI Radeon HD 2600 XT, NVIDIA GeForce 8600 GT або краще
- DirectX®:9.0c
- Місце на диску: 14 GB HD
- Звукова карта: підтримка DirectX 9